# Helge Rungwald
Helge Iwan Rungwaldt (kendt som Helge Rungwald, født 23. juli 1906 på Frederiksberg – død 15. august 1960 i Middelfart) var en dansk skuespiller, sceneinstruktør og teaterdirektør.
Rungwald var søn af juvelér Lebrecht Rungwaldt (død 1912) og Waleska født Philipson (død 1953). Han var elev hos Holger Gabrielsen 1924-1925 og dimitterede fra Dansk Skolescene i 1927. Han fik sin scenedebut på Det Ny Teater i 1927 som Ivar i Svend Dyrings Hus. Han var ud over Det Ny Teater tilknyttet Odense Teater 1927-1929, Comediehuset 1929-1930 og Dagmarteatret 1930-1932. Han medvirkede desuden i gæste-operetter på Aarhus Teater, Betty Nansen Teatret, Riddersalen og hos Gerda Christophersen. I sæsonen 1935-1936 fungerede han som direktør for Riddersalen sammen med Per Knutzon, hvorefter han kom til Odense Teater som direktør. Frem til 1960 var han leder af den fynske landsdelsscene og tillige medvirkende i flere opsætninger. Han medvirkede kun i en enkelt spillefilm; Barken Margrethe af Danmark fra 1934.
1946 blev han Ridder af Dannebrog. Han var lærer ved Odense Elevskole, censor ved Det kgl. Teaters elevskole, medlem af Skuespillerforbundets bestyrelse og af Teaterkommissionen. Rundwald modtog B.T.s Gyldne Spore og Lensgreve F. Ahlefeldt-Laurvigs Legat 1959. Et mindelegat blev oprettet efter hans død.
Under Besættelsen blev Rungwald 20. februar 1945 forsøgt myrdet som offer for clearingmord. Han blev skudt ned og såret, men overlevede.
Helge Rungwald var gift tre gange; først med Jessie Rindom fra 1933, siden med Karen Sylvester-Hvid fra 1941 og med Birthe Backhausen fra 1949. Han er begravet på Assistens Kirkegård i Odense.